# Gündüzqala
Gündüzqala è un comune dell'Azerbaigian situato nel distretto di Qusar. Conta una popolazione di 976 abitanti.